# Pel·lícula fotogràfica

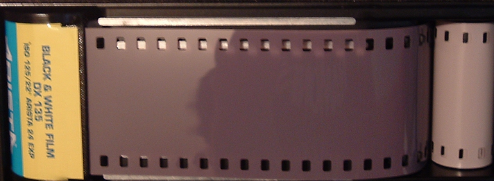
El 1883 l'americà George Eastman inventà el rodet fotogràfic, un rotlle de film flexible que feu possible la presa de diferents fotografies sense haver de canviar la pel·lícula.

La pel·lícula fotogràfica  és el suport que permet a la càmera captar i reproduir imatges de qualitat tantes vegades com sigui necessari, amb una ampliadora o amb un aparell de còpies per contacte. Fou una evolució de la placa fotogràfica.
Es tracta d'una superfície transparent, en la majoria dels casos flexible. Composta, inicialment, per cel·luloide, i, actualment, per acetat de cel·lulosa o polièster, està recoberta d'una capa fina d'emulsió fotogràfica de sals de plata. La plata, combinada amb halògens (iode, bromur o clor), genera halurs de plata en forma de cristals microscòpics que es transformen en rebre llum.
Aquests halurs (que, en termes fotogràfics, anomenem "gra" i determinen les característiques de la pel·lícula) queden distribuïts homogèniament al llarg de tota la superfície. Es troben suspesos en un mitjà neutre gelatinós que s'obté a partir d'ossos i pell de boví. La gelatina és transparent, permeable, estable i resistent. D'aquesta manera, si parlem d'emulsió fotosensible, ens referim a la mescla d'halurs de plata amb la gelatina bovina.

Capes d'una pel·lícula fotogràfica en color. 1. Base de la pel·lícula; 2. Capa "antihalo" 3. Capa subjacent "antiabarquillado"; 4. Capa sensible a la llum vermella; 5. Capa sensible a la llum verda; 6. Filtre groc; 7. Capa sensible a la llum blava; 8. Filtre UV; 9. Capa protectora.

Quan aquesta emulsió és sotmesa a una exposició controlada de llum o un altre tipus de raigs -generalment a través d'un conjunt de lents (objectiu)-, la imatge queda gravada a la pel·lícula de forma molt tènue, rebent el nom d'imatge latent. Per obtenir una imatge final, inalterable en futures exposicions a la llum (imatge fotogràfica o instantània fotogràfica) s'apliquen a la pel·lícula una sèrie de processos químics, en un procés anomenat revelatge fotogràfic, que amplifica la imatge existent i l'estabilitza. La pel·lícula fotogràfica és, també, la base per al procés fotogràfic conegut com a fotografia química, el procés convencional per a la creació d'imatges, antecessor a la fotografia digital.
La fotografia en blanc i negre fa servir una sola capa d'emulsió amb halurs de plata, mentre que les pel·lícules en color utilitzen com a mínim tres capes.

## Història
El suport material de les pel·lícules fotogràfiques ha anat evolucionant al llarg del temps per respondre a les necessitats dels fotògrafs de reproduir imatges múltiples vegades de la millor manera possible.
En un primer moment es va fer servir el paper, que més tard seria substituït per les plaques de vidre. El 1889, George Eastman, fundador de Kodak, va incorporar en una càmera portàtil un rotllo de pel·lícula amb base de nitrocel·lulosa, precedent de les pel·lícules actuals.
Finalment, el suport digital ha irromput en el món de la fotografia amb una presència cada vegada més gran que, de moment, no ha reemplaçat la tradicional fotografia analògica.

## Conceptes bàsics
Si volem dominar la tècnica fotogràfica i aconseguir resultats satisfactoris que s'ajustin a les nostres necessitats, hem de tenir en compte alguns conceptes bàsics i propietats de la pel·lícula fotogràfica:
- Gra: acumulació d'àtoms de plata que fan visible la imatge. La seva mida és variable depenent de les sals emprades pel fabricant, la temperatura o el temps de revelatge, si hi apliquem una sobreexposició o reducció. La mesura objectiva del gra d'una pel·lícula rep el nom de granularitat.
- Latitud: capacitat d'una pel·lícula per a registrar contrastos.[2]Depèn del tipus de pel·lícula, el revelador i el revelatge.
- Gradació tonal: riquesa o varietat de densitats que és capaç de registrar una pel·lícula. Depèn, una altra vegada, del tipus de pel·lícula, el revelador i el revelatge.
- Nitidesa: grau en què una pel·lícula és capaç de distingir dues línies o zones de densitats molt diferenciades garantint neteja i qualitat.
- Poder de resolució: capacitat d'una pel·lícula de registrar detalls del motiu amb precisió. A més a més del tipus de pel·lícula, revelador i revelatge, depèn de l'enfocament.
- Sensibilitat: grau de resposta d'una pel·lícula davant d'un estímul de llum capaç de registrar correctament un motiu. Com més sensible és una pel·lícula, menor quantitat de llum necessitarà per a capturar correctament el subjecte fotografiat. D'altra banda, com menys sensibilitat presenti, més llum caldrà.
- Halo: quan la llum incideix en el suport de la càmera de tal manera que impressiona novament l'emulsió, a vegades es produeixen uns anells concèntrics i difusos que anomenem "halo". Per aquesta raó, tots els fabricants inclouen a la base de les emulsions un vernís especial per prevenir aquest fenomen.
- Irradiació: quan l'exposició de la pel·lícula no es realitza correctament, la llum es dispersa a l'interior de la superfície. El motiu és que una quantitat de llum excessiva arriba a capes profundes de l'emulsió i activa halurs de plata que no estaven a la seva trajectòria.
- Flare: té lloc quan, per exemple, a contrallum, la font lumínica crea reflexions a l'interior de l'objectiu. Es crea aleshores una imatge paràsita que sovint presenta una forma poligonal (pel perímetre del diafragma). Comporta una pèrdua del contrast i d'intensitat en les ombres.

## Tipus de pel·lícules i usos
Potser una de les decisions més crítiques a l'hora de fer una fotografia sigui l'elecció de la pel·lícula. Com saber quina, d'entre totes les pel·lícules disponibles, és la que millor s'adaptarà a les nostres necessitats? Per respondre a aquesta pregunta hem de conèixer les característiques de les diferents emulsions fotosensibles disponibles al mercat, i per a quins fins han estat desenvolupades.
Una primera divisió de les pel·lícules fotogràfiques es fa en funció del tipus d'emulsió i, per tant, del tipus d'imatge que s'obté després del seu revelatge. Segons aquest criteri, les pel·lícules poden ser:
- Negatiu en blanc i negre  (B/N) (que al seu torn pot ser ortocromàtic o pancromàtic), s'obté una imatge en tons grisos inversa de l'original, és a dir els llums del motiu són grisos foscos o negres i les ombres del motiu són grisos clars o blancs en el negatiu. La pel·lícula  ortocromàtica  és sensible a tot l'espectre excepte el color vermell. La pel·lícula  pancromàtica  és sensible a tots els colors de l'espectre visible en el següent ordre: blau, verd i vermell.
- Negatiu en color, s'obté una imatge en els colors complementaris dels originals.
- Diapositiva en blanc i negre  (gairebé en desús), s'obté en la pel·lícula una imatge en tons grisos del mateix valor que en el motiu original, és a dir, els llums corresponen a grisos clars i blancs mentre que les ombres són grisos foscos i negres.
- Diapositiva en color, s'obté una imatge amb els mateixos colors que els del motiu original.
- Diapositiva infraroja, és un film sensible al verd, vermell i l'infraroig. Per aquest motiu, les superfícies que emeten radiació infraroja es reprodueixen en vermell, mentre que el blau es reprodueix com a tal, si bé amb més intensitat. Originalment dissenyada amb finalitats militars, té diverses aplicacions en fotografia científica.
- Pel·lícula lith  o  pel·lícula de línia, és una pel·lícula negativa de molt alt contrast, ja que només reprodueix blancs i negres. Té interès en la reproducció de documents i en l'elaboració de diapositives amb esquemes o gràfics, a més de la seva aplicació en fotografia creativa.

Les pel·lícules de color (tant negatives com a diapositives) presenten una característica addicional, i és el seu equilibratge al blanc.
El que nosaltres anomenem llum blanca no és més que el resultat de l'addició de les diferents longituds d'ona que formen l'espectre visible. La llum del sol no produeix el mateix blanc que la llum d'una espelma. Aquesta última, a causa de la seva temperatura, té major quantitat de radiació a la banda del vermell per la qual cosa el resultat és una llum més càlida. En realitat, és el nostre cervell el que interpreta una llum determinada com blanca independentment que el seu origen sigui el blau del cel, un fluorescent o un llum de tungstè. Però d'una forma objectiva cadascuna d'aquestes fonts té una temperatura de color diferent, que s'expressa en kèlvins (K).
L'emulsió fotogràfica no és capaç d'interpretar els colors tal com ho fa el nostre cervell, de manera que s'hi impressionarà la combinació de colors que existeixi en realitat producte de les longituds d'ona que reflecteixi o emeti cada cos. Per això, si la font de llum blanca és el cel blau, la fotografia tendirà a quedar blavosa, mentre que si la font de llum és un llum quedarà taronja. Per evitar aquest efecte, les pel·lícules en color s'equilibren a una temperatura de color específica, és a dir, es calibren per a un blanc determinat a partir del qual obtindrem tota la gamma tonal.
És evident que produir pel·lícules per a cadascuna de les diferents fonts d'il·luminació possibles no seria possible ni rendible, de manera que la indústria fotogràfica l'ha simplificat amb els dos tipus d'il·luminació més freqüents:
- Pel·lícules de llum de dia  equilibrades a 5600 K que és la temperatura mitjana de la llum solar al migdia.
- Pel·lícules de llum de tungstè, és a dir, per a il·luminació amb làmpades fotogràfiques, equilibrades a 3200 K si és de tipus A i 3400 K si és de tipus B. En general aquest és el tipus de pel·lícula que es fa servir quan es fa fotografia d'interiors sense flash i la font de llum és una bombeta incandescent.

Per la resta de les situacions fotogràfiques es poden utilitzar els següents filtres correctors de color, depenent de la pel·lícula que es vagi a emprar:
- Pel·lícula llum dia amb il·luminació de tungstè Filtre 80A
- Pel·lícula llum dia amb il·luminació halògena Filtre 80B
- Pel·lícula llum dia amb il·luminació fluorescent Filtre Magenta
- Pel·lícula llum de tungstè B amb llum dia Filtre 85B

Les emulsions fotogràfiques també es poden classificar d'acord amb un altre paràmetre, que és la sensibilitat. La sensibilitat d'una pel·lícula fotogràfica és la velocitat amb la que la seva emulsió fotosensible reacciona a la llum. Algunes marques fotogràfiques parlen d'EI, és a dir Exposure Index o Índex d'exposició.
L'índex d'exposició o sensibilitat d'una pel·lícula s'indica mitjançant una  escala de sensibilitat fotogràfica . Hi ha diferents escales: ASA, DIN, ISO o GOST (escala soviètica actualment en desús).
El fet què una emulsió sigui més o menys sensible depèn de la mida dels grans d'halurs fotosensibles. Així quan la mida dels grans és gros, l'àrea que ocupa cada partícula és major, de manera que una menor quantitat de fotons que incideixi contra l'emulsió serà suficient per produir la imatge latent, amb la qual cosa caldrà un temps d'exposició més breu.
Les pel·lícules es classifiquen en funció de la seva sensibilitat de la següent manera:
- De  sensibilitat baixa  (o  pel·lícules lentes ): fins ISO 64. Posseeixen un gra extremadament fi i una escala tonal molt àmplia. Permeten fer grans ampliacions sense que el gra sigui perceptible. Aquestes pel·lícules es fan servir quan cal un gran detall en la imatge, amb objectes estàtics i quan hi ha bona il·luminació o quan són possibles llargues exposicions amb trípode.

- De  sensibilitat mitjana: des ISO 100 fins ISO 200. Solen considerar-se com sensibilitats tot-terreny, per la qual cosa que són les més usades. Tenen una àmplia escala tonal i permeten ampliacions de fins a 30 cm x 4O cm amb gra quasi imperceptible.

- De  sensibilitat alta  (o  pel·lícules ràpides ): des d'ISO 200 fins a ISO 3.200. Presenten un baix contrast. El gra és gros i evident en les ampliacions de manera que la imatge perd definició. S'utilitzen en fotografies d'acció on calgui congelar el moviment o en situacions d'escassa il·luminació.

Podem afirmar que com més gran sensibilitat tingui la pel·lícula més baix serà el seu contrast.
Un altre concepte important associat a les pel·lícules és la  latitud d'exposició  o, cosa que és el mateix, el marge d'error en l'exposició que permet una emulsió, donant resultats acceptables.
En general les pel·lícules més sensibles tenen major latitud que les menys sensibles. Pel que fa a les diferents emulsions les que presenten major latitud són les pel·lícules negatives de blanc i negre (fins a 2 diafragmes en alguns casos), seguides per les negatives de color (1 diafragma màxim), sent les de menys latitud les diapositives amb prou feines 1/2 diafragma. El resultat és que, usant diapositiva el fotògraf té un control molt exhaustiu de la saturació de color amb els comandaments de la càmera sense necessitat d'entrar en la cambra fosca, però qualsevol error en el càlcul de l'exposició començarà a perdre la presa. Per contra l'ús de pel·lícula negativa o de B/N permet una certa flexibilitat en el càlcul de l'exposició.
Al triar una pel·lícula és fonamental saber quina utilitat li volem donar a la imatge que obtinguem. En molts casos, i davant d'una situació lluminosa perfectament controlada, aquest serà el factor discriminatori primordial a l'hora de seleccionar una emulsió.
La pel·lícula negativa  o de B/N ens servirà, bàsicament, per obtenir un positiu en paper, útil per a la il·lustració de treballs i publicacions. El principal avantatge del negatiu en B/N és la seva facilitat de processament en un laboratori casolà, el que es tradueix en la seva immediatesa. D'altra banda, durant el positivat (i sense comptar amb un laboratori professional) es poden realitzar gran quantitat de manipulacions, des enquadraments selectius fins eliminació de fons, el que permet obtenir imatges de gran impacte visual.
D'un  negatiu en color  se'n poden obtenir còpies en paper tant en color com en B/N, també és possible obtenir diapositives, però és un procés costós i no sempre d'una qualitat satisfactòria. El seu revelatge és relativament senzill, però, el positivat en un laboratori casolà és molt menys còmode, ja que al fet d'haver de treballar gairebé en completa foscor cal afegir-hi que les més mínimes variacions en les temperatures dels líquids de revelatge produeixen greus alteracions del color, tant en el negatiu com en el positiu.
La diapositiva, una variant en què la fotografia s'impressiona en positiu a la pel·lícula, permet la seva projecció, per la qual cosa és útil en conferències i classes, permet obtenir-ne còpies en paper d'alta qualitat tant en color com en B/N, se'n poden fer duplicats molt fàcilment, i és el material fotogràfic que requereixen les impremtes per fer reproduccions en color de qualitat. El seu revelatge no presenta dificultats especials, sempre que tinguem un control rigorós de la temperatura. Finalment, es podria afegir que són fàcils d'arxivar i de transportar.

## Tipus de formats de pel·lícula fotogràfica
La pel·lícula fotogràfica, a més de la seva classificació per tipus d'emulsió (imatge) i sensibilitat, també pot ser classificada segons el seu format. És a dir, segons la manera com és presentada o segons el seu envàs contenidor. Existeixen diversos tipus de format, que estan directament relacionats amb la mida de la pel·lícula i amb el tipus de càmera. En general, la pel·lícula de 35 mm es comercialitza en un envàs en el qual no hi ha pel·lícula de 120/220 (mig format) i les càmeres que utilitzen 35 mm, lògicament, no poden suportar pel·lícules més grans.
Diferenciem entre els següents formats/envasos:
- Xassís i Rotllos: Els xassís són l'envàs més conegut i utilitzat pel públic en general. Consisteix en un cilindre de plàstic o de llautó que té una obertura per on surt la pel·lícula. Aquesta obertura està protegida de la llum i la pols mitjançant un filtre negre. Dins d'aquest xassís trobem un eix sobre el qual la pel·lícula ve enrotllada i va girant a mesura que prenem fotos. Aquest tipus d'envàs està pensat perquè pugui muntar-se a la càmera a ple dia sense que l'afecti la llum. Normalment el negatiu de 35 mm es ven en aquest format.
- Cartutxos: Aquest tipus de format de pel·lícula no ve perforat com la de 35 mm, per tant, té una cinta de paper negre que s'enrotlla a la cambra en passar per davant de l'obturador. També té un paper protector que cal retirar a l'hora de revelar, on venen impresos els números dels fotogrames. La quantitat de fotos a treure amb els rotllos de pel·lícula de mig format depèn directament de la càmera, per tant, aquests números no seran els mateixos en una càmera o en una altra. Quan la pel·lícula s'acaba d'exposar es torna a enrotllar sobre si mateixa. Els rotllos també es poden carregar a la llum del dia. Els cartutxos són formats gairebé en desús, al igual que les seves càmeres, conegudes pel nom de Pocket (butxaca en anglès) per la seva mida. Consisteix en un cartutx de plàstic amb dues bobines en els extrems, en una de les bobines s'hi troba la pel·lícula sense exposar i, l'altra bobina, serveix per contenir la pel·lícula exposada. Aquesta pel·lícula va enrotllada en un paper que té impresa la numeració dels fotogramos. En tenir aquest sistema s'evita que les càmeres necessitin un comptador de fotos, de manera que, això, juntament amb l'absència de la necessitat de rebobinat, es poden produir càmeres més barates. Com la resta de suports, també pot donar-los la llum mentre són carregats a la cambra.
- Fulles: Les fulles són el format més habitual en les càmeres de gran format. Es comercialitzen en moltes mides i són les úniques que necessiten ser carregades a les fosques. Per poder exposar-les, necessiten ser col·locades sobre un xassís que consta d'una tapa que ha de retirar-se abans d'exposar-se, una vegada hàgim posat aquest xassís dins de la càmera. Com han de ser carregades a les fosques, venen amb una sèrie d'osques per reconèixer al tacte en quin costat es troba l'emulsió.[3]

## Conservació
Algunes recomanacions dels experts per a la conservació i tractament de la pel·lícula fotogràfica són les següents:
- Processar la pel·lícula aviat si es tracta de blanc i negre. Segons Kodak, amb un límit de 72 hores.
- Tenir en compte la data de caducitat indicada pel fabricant.
- Emprar un estoig contra la humitat en el cas que la guardem a la nevera i treure-la-hi dues hores abans d'utilitzar-la per evitar-ne la condensació.
- Evitar l'exposició de la pel·lícula a temperatures elevades perquè podria alterar l'emulsió.
- Demanar una inspecció visual de la pel·lícula a les duanes, especialment si aquesta és molt sensible.
- Evitar les llaunes de 15, 17 i 30 metres perquè, tot i l'estalvi de diners, són més susceptibles d'espatllar-se.[4]

## Productes químics per al processament de la pel·lícula
Trobem una gran varietat de productes químics que es poden fer servir de moltes i diverses maneres per a processar la pel·lícula.
- Fixadors: habitualment són els mateixos que emprem per a les còpies, però prenent diferents concentracions. Els més comuns són:
- # AGEFIX (Agfa)
- # SUPERFIX (Tetenal)
- # HYPAM (Ilford)
- # TMAX (Kodak)
- Àcid acètic: quan es dissol en aigua, es produeix el que s'anomena "bany d'aturada". El trobem de dos tipus: glacial i "amb indicador". Aquest últim incorpora un reactiu que canvia la color del bany indicant quan s'està esgotant.
- Eliminador d'hipo: escurça el temps de neteja eliminant subproductes del processament. L'emprem tant en el processament de la pel·lícula com de la còpia. Els més populars són:
  - HYPOCLEARING (Kodak)
  - LAVAQUIK (Tetenal)
  - GALERIE WASHAID (Ilford)
- Humectador: una vegada netejades les pel·lícules, aquest agent disminueix la tensió superficial de l'aigua. Així, impedeix que quedin marques degudes a les gotes. També elimina la formació de bacteris i fongs a la gelatina de l'emulsió. Les marques més habituals són
  - PHOTO-FLO (Kodak)
  - AGEPON (Agfa)
  - MIRASOL 2000 (Tetenal)
  - ILFOTOL (Ilford)
- Conservació: envasos opacs i hermètics per guardar els productes químics. Les dissolucions es prepararan abans de començar a treballar. El revelador, d'altra banda, s'ha de conservar en ampolles especials que permeten l'expulsió d'aire.[5][4]

## Companyies fabricants de pel·lícula fotogràfica
- Agfa
- Adox
- Efke
- Foma
- Forte
- Ferrania
- Fujifilm
- Ilford
- Kodak
- Konica
- Lomography
- Maco
- Orwo
- Polaroid
- Rollei
- Svema
- Kentmere